# CSD Tipografía Nacional
CSD Tipografía Nacional, ook bekend als kortweg Tip Nac is een Guatemalteekse voetbalclub uit Guatemala-Stad. 

## Geschiedenis
De club werd opgericht in 1924 en speelde in 1928 voor het eerst in de Liga Capitalina, de amateurcompetitie, die toen in Guatemala gespeeld werd. ze werden van 1938 tot 1940 drie keer op rij kampioen. De club was er ook bij vanaf het eerste profseizoen in 1942 en werd toen vicekampioen achter Municipal. De volgende twee seizoenen kon de club echter wel de titel veroveren. In 1953 werden ze voor het laatste kampioen. De club werd een middenmoter en in 1981 volgde een eerste degradatie. De club keerde nog terug van 1984 tot 1986 en van 1989 tot 1993. De club kreeg financiële problemen en ging in lagere divisies spelen tot ze ontbonden werden in 2002.
In 2012 werd de club heropgericht en speelt nu opnieuw in de lagere reeksen. 

## Erelijst
Liga Nacional de Guatemala
1943, 1944–45, 1952–53
Liga Capitalina
1938, 1939, 1940
Copa de Guatemala
1954